# Аракишвили, Димитрий Игнатьевич
Дими́трий Игна́тьевич Аракишви́ли (Аракчиев) (груз. დიმიტრი ეგნატეს ძე არაყიშვილი; 1873—1953) — советский грузинский композитор, педагог и музыкально-общественный деятель. Народный артист Грузинской ССР (1926). Лауреат Сталинской премии первой степени (1950). Действительный член АН Грузинской ССР (1950).

## Биография
Образование получил в музыкально-драматическом училище Московской филармонии (1901) и Московском археологическом институте (1918). Основал журнал «Музыка и жизнь» в 1908 году. Участвовал в создании Московской народной консерватории. Собирал и пропагандировал грузинскую народную музыку. Написал первую грузинскую оперу, поставленную на профессиональной сцене, — «Сказание о Шота Руставели» (1919), оперу «Жизнь-радость» («Динара», 1927; обе оперы поставлены в Театре оперы и балета им. Палиашвили), музыку к кинофильму «Щит Джургая» и другие музыкальные сочинения. Автор трудов по музыкальному фольклору. Вёл педагогическую работу с 1902 года; с 1918 года — профессор Тбилисской консерватории. Доктор искусствоведения (1943). Действительный член АН Грузинской ССР (1950).

## Оперное творчество
Опера «Сказание о Шота Руставели» — одна из первых грузинских национальных опер. В это время на грузинской сцене преобладала итальянская опера. Прорыв национальной оперы на сцену произошёл в 1918—1919 годах: в 1918 на сцене Тифлисского театра была показана опера «Кристине» Р. Гогниашвили, в 1919 поставлены оперы «Абесалом и Этери» З. П. Палиашвили, «Кето и Котэ» В. Долидзе и опера Аракишвили «Сказание о Шота Руставели», которая явилась первой национальной камерно-лирической оперой. Постановка оперы была осуществена режиссёром А. Цуцунава, он же повторно поставил оперу в 1947 году. Дирижёром премьерной постановки был С. А. Столерман. В первой постановке участвовали известные грузинские певцы Сохадзе, Екатерина Тарасовна (Нино), О. Бахуташвили-Шульгина (Гульчина), В.Сараджишвили (Шота), А. И. Инашвили (Абдул Араб).
Значительным событием театральной жизни стала постановка этой оперы в Тбилисском театре оперы и балета имени З. П. Палиашвили в 1923 выдающимся режиссёром русской и грузинской сцены К. А. Марджанишвили совместно с режиссёром C. Ахметели. В последующих постановках этой оперы участвовали белетмейстер и исполнитель танцев И. И. Сухишвили (1930), балерина Н. Ш. Рамишвили, дирижёр Е. С. Микеладзе, певцы Е. А. Гостенина (Русудана) и Г. И. Венадзе (Абдул Араб).
Опера «Динара» («Жизнь — радость») создана в советское время по либретто В. Л. Гуниа (1924). Опера была поставлена в Театре оперы и балета имени З. П. Палиашвили в 1927 К. А. Марджанишвили, с участием дирижёра И. П. Палиашвили (брат композитора, именем которого назван театр).

## Награды
- Народный артист Грузинской ССР (1929)
- орден Трудового Красного Знамени (08.04.1948 и 15.05.1953[4])
- орден «Знак Почёта» (14.01.1937) — за выдающиеся заслуги в деле развития грузинского оперного искусства, грузинской музыки, песен и танцев
- Сталинская премия первой степени (1950) — за музыку к кинофильму «Щит Джургая» (1944)